# 布加勒斯特證券交易所
布加勒斯特證券交易所（羅馬尼亞語：Bursa de Valori București）是羅馬尼亞的一家證券交易所，位於布加勒斯特。2017年11月時，布加勒斯特證券交易所有88家上市公司（其中87家是羅馬尼亞公司，1家外國公司）。布加勒斯特證券交易所的歷史可以追溯至1839年。

## 外部連結
- Bucharest Stock Exchange （页面存档备份，存于）

44°26′12″N 26°06′34″E / 44.43661°N 26.10950°E